# Solenocaulon jedanensis
Solenocaulon jedanensis is een zachte koraalsoort uit de familie Anthothelidae. De koraalsoort komt uit het geslacht Solenocaulon. Solenocaulon jedanensis werd in 1911 voor het eerst wetenschappelijk beschreven door Nutting. 